# Linopherus oligobranchia
Linopherus oligobranchia är en ringmaskart som först beskrevs av Wu, Shen och Chen 1975.  Linopherus oligobranchia ingår i släktet Linopherus och familjen Amphinomidae. Inga underarter finns listade i Catalogue of Life.